# Гасанівка
Гаса́нівка — селище в Україні, у Матвіївській сільській громаді Запорізького району Запорізької області. Населення складало 202 особи (станом на 1 січня 2007 року). До 2020 року орган місцевого самоврядування — Дружелюбівська сільська рада.

## Географія
Селище Гасанівка розташоване за 21 км від обласного та районного центру, 12 км від міста Вільнянська та 2 км від правого берега річки Мокра Московка. На відстані 1,5 км знаходиться сусіднє село Новоіванівське. Селом тече пересихаючий струмок із загатою. Найближча залізнична станція Янцеве (за 6 км). Площа селища — 28 га, налічується 85 домогосподарств.

## Історія
Селище Гасанівка засноване у 1923 році. Назва походить від балки Гасанової, де раніше був зимівник козака-запорожця Гасана.
У 1932—1933 роках селяни зазнали сталінського геноциду[джерело?].
14 жовтня 1943 року, під час Другої світової війни, селище було звільнено Червоною армією від німецько-фашистських загарбників. На честь цієї події День села досі відзначається 14 жовтня.
12 червня 2020 року, відповідно до розпорядження Кабінету Міністрів України № 713-р «Про визначення адміністративних центрів та затвердження територій територіальних громад Запорізької області», Дружелюбівська сільська рада об'єднана з Матвіївською сільською громадою.
17 липня 2020 року, в результаті адміністративно-територіальної реформи та ліквідації Вільнянського району, селище увійшло до складу новоутвореного Запорізького району.

## Екологія
- На відстані 1,5 км від села розташований аеродром Міжнародний аеропорт «Запоріжжя» (Мокра).

## Пам'ятка
В центрі селища знаходиться братська могила загиблих вояків Червоної армії.

## Відома особа
У Гасанівці мешкав в передвоєнні роки Герой Радянського Союзу Авраменко Василь Максимович (1913—1972). Після німецько-радянської війни він повернувся у рідне село і працював тут комбайнером, трактористом в радгоспах «Іскра» та «Мокрянка».